# Laura Vulda
Laura Vulda, née le 25 janvier 1876 dans le 6e arrondissement de Paris et morte le 26 août 1951 à Aix-en-Provence, est une femme de lettres française, poétesse et spécialiste de l'Inde.

## Biographie
Henriette Laure Duval est née à Paris le 25 janvier 1876, au numéro 57 du boulevard du Montparnasse (Paris 6e). Ses parents, Stanislas Antoine Léonard Duval, naturaliste, et Léocadie Lucue Delsart, se sont mariés l'année précédente.
Elle meurt à Aix-en-Provence en 1951.

## Œuvre littéraire
Elle écrit sous le pseudonyme Laura Vulda, anagramme de son nom de famille Duval.
En 1925, elle crée une idéolangue, le om, décrite dans The Elements of "OM", a new universal language (1925).
Dans les années 1930, elle collabore à la revue Le Feu,.
Elle obtient une mention spéciale lors du prix de poésie de la Clarté Française en 1936.